# Goleniowy
Goleniowy – wieś w Polsce położona w województwie śląskim, w powiecie zawierciańskim, w gminie Szczekociny.
Wieś leży przy drodze krajowej nr 78.
W latach 1954–1961 wieś należała i była siedzibą władz gromady Goleniowy, po jej zniesieniu w gromadzie Szczekociny. W latach 1975–1998 miejscowość administracyjnie należała do województwa częstochowskiego.
W przeszłości obszar ten administracyjnie należał do powiatu lelowskiego, jędrzejowskiego i włoszczowskiego. Goleniowy należą do wschodniej części obszaru geomorfologicznie przynależnej do Niecki Nidziańskiej. Położone są na wysokości 310 m n.p.m. Wieś liczy ponad 600 mieszkańców i 200 gospodarstw (w tym także wysokorozwiniętych). Charakterystyczną cechą wsi jest to, że jest ona położona nad rozległymi łąkami poprzecinanymi drobnymi ciekami wodnymi. Zalegają pod nimi grube pokłady torfu, które sięgają do 3 metrów. Na łąkach biją źródła tj.: Kagan Duży, Średni i Mały.
Większość ludności wsi Goleniów to rolnicy (około 95%) zajmujący się uprawą ziemi (żyto, pszenica, jęczmień, kukurydza) i hodowlą (głównie świnie, krowy i drób).
Po 1660 roku w Goleniowach zamieszkiwał aż do śmierci (1700 rok) poeta polskiego baroku Wespazjan Kochowski, prawdopodobnie pochowany w miejscowym kościele parafialnym.

## Nazwa
Nazwa miejscowości notowana była w formach Golenni (1307 rok), Golenow (lata 1346-58), Golenowy oraz Golyenyowa (lata 1470-80), Goleniowy (1629 rok). Jest to nazwa dzierżawcza od nazwy osobowej Goleń.

## Zabytki

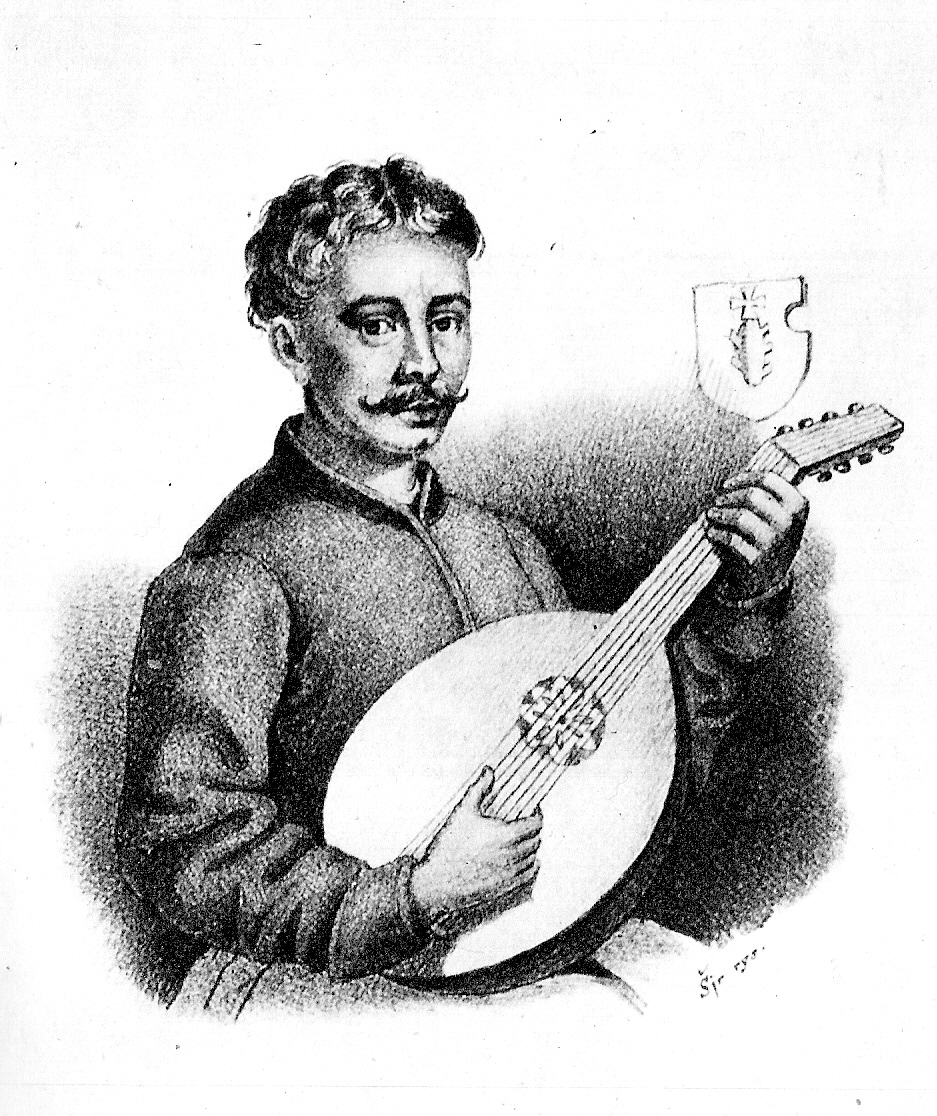
Wespazjan Kochowski
1633-1700

W Goleniowach znajdują się następujące zabytki:
- kościół parafialny pw. Narodzenia Najświętszej Maryi Panny z ogrodzeniem cmentarza kościelnego z bramkami, wpisany do rejestru zabytków[7],
- żelazny krzyż na mogile rtm. Aleksandra Edelsteina i 17 powstańców styczniowych, poległych w boju pod Sprową 4 grudnia 1863 roku przy drodze Goleniowy – Przybyszów,
- na wschód leżą wsie: Wywła, Przybyszów i Chebdzie – pole bitwy pod Szczekocinami.